# Tom Ellis (skuespiller)
Tom Ellis (født 17 november 1978 i Cardiff, Wales) er en britisk skuespiller. Han spillede Dr. Oliver Cousins i BBC:s sæbeopera EastEnders, og spiller titelrollen som Lucifer Morningstar i Fox TV-serie Lucifer.